# 林幹雄
林 幹雄（はやし もとお、1947年〈昭和22年〉1月3日 - ）は、日本の政治家。
衆議院議員（10期）、国土交通副大臣（第1次小泉第2次改造内閣・第2次小泉内閣）、衆議院国土交通委員長、国家公安委員会委員長（第77・79代）兼沖縄及び北方対策担当大臣兼防災担当大臣（福田康夫改造内閣・麻生内閣）、衆議院議院運営委員長（第77代）、自民党筆頭副幹事長、経済産業大臣（第21代）兼内閣府特命担当大臣（原子力損害賠償・廃炉等支援機構）を歴任した。
環境庁長官や衆議院議員を務めた林大幹は父。

## 来歴

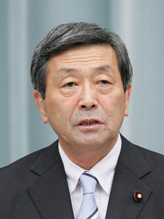
2008年、入閣時の会見にて

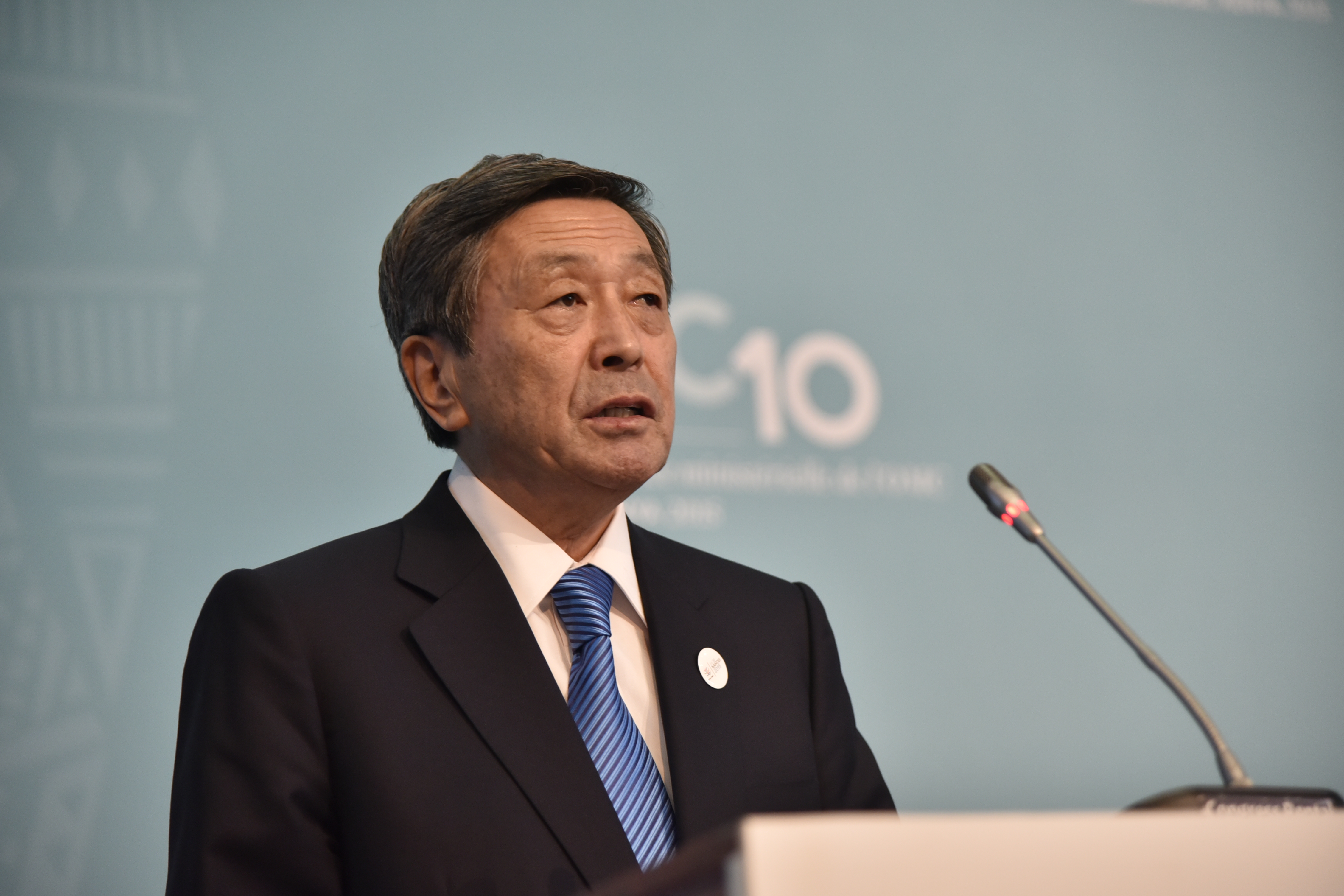
2015年、ナイロビにて

千葉県香取郡東庄町生まれ。現住所は銚子市清川町4丁目。千葉県立佐原高等学校、日本大学芸術学部文芸学科卒業。大学卒業後は小松川鋼機の従業員を経て父・林大幹の秘書を務める。1983年、千葉県議会議員選挙に出馬し、初当選した。県議は1993年まで3期10年務める。1993年、第40回衆議院議員総選挙に旧千葉2区（定数4）から自由民主党公認で出馬し、得票数3位で当選した。以後、10期連続当選。
2003年、第1次小泉第2次改造内閣で国土交通副大臣に任命され、第2次小泉内閣まで務める。2008年、福田康夫改造内閣で国家公安委員会委員長、内閣府特命担当大臣（沖縄及び北方対策、防災）に任命され初入閣したが、福田康夫首相は内閣改造の約1ヶ月後に退陣を表明したため、わずか54日で閣僚を退任した。2009年、麻生内閣で前年同様、国家公安委員会委員長・内閣府特命担当大臣（沖縄及び北方対策、防災）に任命されるが、自民党は同年の第45回衆議院議員総選挙で大敗し、麻生内閣は退陣。わずか2ヶ月程度で、再び閣僚を退任した。総選挙では現職の閣僚ながら千葉10区で民主党新人の谷田川元に敗れたが、重複立候補していた比例南関東ブロックで復活当選を果たした。
2011年、同じ近未来政治研究会に所属していた甘利明が立ち上げたさいこう日本に参加。2012年の第46回衆議院議員総選挙では千葉10区で民主党の谷田川を破り、7選。選挙後、結成以来所属していた近未来政治研究会での石原伸晃の会長就任を受けて退会し、志帥会へ移籍。二階俊博会長の下で、志帥会副会長を務める。2013年1月、自民党治安・テロ対策調査会長に就任。
2014年の第47回衆議院議員総選挙では千葉10区で再び民主党の谷田川を破り、8選。2015年10月7日、第3次安倍第1次改造内閣で経済産業大臣、産業競争力担当大臣、原子力経済被害担当大臣、内閣府特命担当大臣（原子力損害賠償・廃炉等支援機構）に任命された。2016年8月3日、大臣を退任し、自民党幹事長代理に就任。2017年8月3日、選挙対策委員長代理を兼務する。同年の第48回衆議院議員総選挙は希望の党公認となった谷田川を退け、9選。
2021年10月31日、第49回衆議院議員総選挙で自民党内規の73歳定年制により小選挙区単独の出馬となり、立憲民主党から出馬した谷田川に2,851票差まで迫られたが10選を果たした。
2024年4月4日、自民党は党紀委員会を開き、林を党の役職停止1年とするなど、派閥裏金事件に関わったとして安倍派と二階派の議員ら39人への処分を決定した。同年9月15日、後援会会合にて次の衆議院総選挙に立候補せず政界を引退する意向を表明。

## 政策・主張

### 憲法
- 憲法改正について、2012年、2017年、2021年のアンケートで「賛成」と回答[8][9][10]。
- 改正すべき項目として「自衛隊の保持を明記する」「集団的自衛権の保持を明記する」「財政の健全性に関する条項を新設する」「緊急事態に関する条項を新設する」と主張[10]。
- 憲法9条への自衛隊の明記について、2021年のアンケートで「賛成」と回答[11]。
- 憲法を改正し緊急事態条項を設けることについて、2021年の毎日新聞社のアンケートで「賛成」と回答[12]。

### 外交・安全保障
- 「他国からの攻撃が予想される場合には敵基地攻撃もためらうべきではない」との問題提起に対し、2021年のアンケートで「どちらかといえば賛成」と回答[10]。
- 「北朝鮮に対しては対話よりも圧力を優先すべきだ」との問題提起に対し、2021年のアンケートで「どちらかといえば賛成」と回答[10]。
- 普天間基地の辺野古移設について、2021年のアンケートで「賛成」と回答[10]。
- 日本の核武装について、2012年のアンケートで「将来にわたって検討すべきでない」と回答[8]。

### ジェンダー
- 選択的夫婦別姓制度の導入について、2014年のアンケートでは「反対」と回答[13]。2017年のアンケートでは「どちらとも言えない」と回答[9]。2021年のアンケートでは「どちらかといえば反対」と回答[10]。
- 同性婚を可能とする法改正について、2021年のアンケートで「どちらかといえば反対」と回答[10]。
- 「LGBTなど性的少数者をめぐる理解増進法案を早期に成立させるべきか」との問題提起に対し、2021年のアンケートで「どちらとも言えない」と回答[10]。
- クオータ制の導入について、2021年のアンケートで「どちらかといえば反対」と回答[11]。

### 原子力政策への答弁
- 2016年3月15日、衆議院予算委員会での質疑において、経済産業大臣として原子力政策に関する野党議員の質問に明確に答えられず、何度も立ち往生し、批判を受けた。林は「事前通告のない専門的な質問が多かった」ことが原因などとしたが、勉強不足であることも認めた[14]。

### その他
- 森友学園を巡る公文書改竄問題で、財務省が開示を拒んでいた「赤木ファイル」が2021年6月22日、大阪地裁の命令によって公開された[15]。国の対応をどう考えるかとの問いに対し、2021年の毎日新聞社のアンケートで「これ以上、調査や説明は必要ない」と回答[12]。
- 女性宮家の創設に反対[8]。
- 日本の環太平洋戦略的経済連携協定（TPP）参加に反対[8]。
- 原子力規制委員会の新基準を満たした原子力発電所の再稼働に賛成[8]。

## 不祥事
- 2021年11月18日、千葉県多古町長の所一重が、同年10月の衆院選に際し、幹部職員およそ20人対し、LINEのグループを使って林への投票を依頼したとして、公職選挙法（公務員の地位利用）違反で逮捕された[16]。12月8日、所は千葉簡易裁判所より罰金30万円の略式命令を受け、即日納付し[17]、同月20日付で辞職した[18][19]。

## 政治資金
- 道路特定財源が資金源であり、道路特定財源の一般財源化に反対している道路運送経営研究会から献金を受けていた[20][21]。
- しんぶん赤旗の報道によれば、林が代表を務める「自民党千葉県第10選挙区支部」が西松建設のダミーの政治団体「新政治問題研究会」「未来産業研究会」から、計100万円の献金を受けていた[22]。林への献金について、作家の宮崎学が西松建設元社長の国沢幹雄を政治資金規正法違反容疑で東京地検に告発した[23]が、国沢に対しては不起訴処分（起訴猶予）が下った。
- 1998年から2000年までの3年間、鈴木宗男が代表を務める自由民主党北海道第13選挙区支部及び鈴木の資金管理団体である「21世紀政策研究会」から、150万円の献金を受け取っていた。

## 人物
- 2014年の第186回国会において、大臣、副大臣、政務官、補佐官、議長、副議長、委員長のいずれの要職にもついていなかったのみならず、質問、議員立法、質問主意書提出のいずれもなかったことが指摘された[24][25]。
- 自民党幹事長であった二階俊博の側近としても知られ、二階の移動の際には必ずと言っていいほど随行している[26]。
- 安保法制審議の際に議院運営委員長を務めており、このときは「静かなること林のごとし」と自嘲気味のダジャレで野党との折衝を乗り切った。また、キャッチフレーズは『やる木！ほん木！林です。』、経産大臣在任時の際は「自分は経産大臣だが、計算は得意ではない」と自嘲するなどダジャレを特技としている[27]。

## 所属団体・議員連盟
- 自民党たばこ議員連盟[28]
- 日本会議国会議員懇談会[29]
- 神道政治連盟国会議員懇談会[29]
- みんなで靖国神社に参拝する国会議員の会[29]
- 日韓議員連盟
- 日朝国交正常化推進議員連盟
- さいこう日本
- TPP交渉における国益を守り抜く会

## 関連書籍
- 大下英治著『自民党の番頭 林幹雄の凄腕 二階幹事長の懐刀』（2019年2月8日、さくら舎） ISBN 978-4865811834